# تشيهارو تيزوكا
تشيهارو تيزوكا (باليابانية: 手塚ちはる؛ بالكانا: てづか ちはる) هي مؤدية صوت يابانية، ولدت في 27 أكتوبر 1974 في تايتو في اليابان.

## وصلات خارجية
- تشيهارو تيزوكا على موقع IMDb (الإنجليزية)
- تشيهارو تيزوكا على موقع ميوزك برينز (الإنجليزية)
- تشيهارو تيزوكا على موقع قاعدة بيانات الفيلم (الإنجليزية)
- تشيهارو تيزوكا على موقع ANN person (الإنجليزية)